# Sportjahr 1877
Liste der Sportjahre

◄◄ | ◄ | 1873 | 1874 | 1875 | 1876 | Sportjahr 1877 | 1878 | 1879 | 1880 | 1881 | ► | ►►

Weitere Ereignisse

## Ereignisse

### Veranstaltungen
- 15. März: Australien und England spielen auf dem Melbourne Cricket Ground das erste offizielle Test-Cricket-Match zweier Cricket-Nationalmannschaften.
- 24. März: Beim Boat Race zwischen Oxford und Cambridge kommt es in der Zeit von 24′08″ zum ersten und bisher einzigen Mal zu einem Toten Rennen. Später kommt die Legende auf, der Schiedsrichter habe den Zieleinlauf betrunken unter einem Baum liegend verschlafen.
- 9. bis 16. Juli: Auf dem Gelände des All England Lawn Tennis and Croquet Club an der Worple Road in Wimbledon wird zur Finanzierung einer Rasenwalze erstmals ein Tennisturnier abgehalten, die Wimbledon Championships. Im Finale der ausschließlich als Herreneinzel durchgeführten Wimbledon Championships 1877 siegt Spencer Gore gegen William Cecil Marshall.
- 15. November: Bertha von Hillern lief in der Horticultur-Halle in Philadelphia 100 Meilen in 25 Stunden 2 Minuten und 1 Sekunde. Bei diesem Dauerlauf betrug die von ihr eingelegte Pausenzeit 2 Stunden 24 Minuten und 24 Sekunden.[1]

### Sportstätten
- 28. April: Das heutige Fußballstadion Stamford Bridge im Londoner Stadtteil Fulham wird als reines Leichtathletikstadion offiziell eröffnet.
- In Brighton wird die Radrennbahn Preston Park gebaut.

### Vereinsgründungen
- 18. Juli: Anlässlich des 50-jährigen Schachjubiläums des Schachmeister Adolf Anderssen wird in Leipzig der Deutsche Schachbund gegründet. Zu den Gründungsmitgliedern gehören außer Adolf Anderssen, dem Philosophen Carl Göring, dem Schriftsteller Rudolf von Gottschall, den Organisatoren Hermann Zwanzig, Constantin Schwede und Eduard Hammacher auch die Schachmeister Max Lange und Johannes Hermann Zukertort.
- Der englische Fußballverein Wolverhampton Wanderers wird gegründet.
- In Newcastle wird der Rugby-Union-Verein Gosforth Rugby Club gegründet.

## Geboren

### Januar
- 01. Januar: Walter Riggs, britischer Segler († 1951)
- 04. Januar: Otto Herschmann, österreichischer Schwimmer, Fechter, Olympiateilnehmer und Sportfunktionär († 1942)
- 18. Januar: Clarence McKerrow, kanadischer Lacrosse- und Eishockeyspieler († 1959)
- 26. Januar: Elsa Wallenberg, schwedische Tennisspielerin († 1951)
- 28. Januar: Anton Johanson, schwedischer Fußballspieler und Sportfunktionär († 1952)

### Februar

Franz Verheyen

- 06. Februar: Anton Gustafsson, schwedischer Tauzieher, Kugelstoßer und Gewichtheber († 1943)
- 06. Februar: Vilho Vauhkonen, finnischer Sportschütze († 1957)
- 08. Februar: Helen Homans, US-amerikanische Tennisspielerin († 1949)
- 13. Februar: Tim Melvill, britischer Polospieler († 1951)
- 19. Februar: Victor Willems, belgischer Fechter († 1918)
- 20. Februar: Franz Verheyen, deutscher Radrennfahrer († 1955)
- 23. Februar: Hugh Durant, britischer Sportschütze und Pentathlet († 1916)

### März
- 02. März: Stuart Laidlaw, kanadischer Lacrossespieler († 1960)
- 07. März: Thorvald Ellegaard, dänischer Radrennfahrer († 1954)
- 08. März: Albert Dankert, deutscher Arbeitersportler († 1933)
- 09. März: Stuart Stickney, US-amerikanischer Golfspieler († 1932)
- 10. März: Émile Sarrade, französischer Rugbyspieler († 1953)
- 11. März: Frederick Stapleton, britischer Schwimmer und Wasserballspieler († 1939)
- 11. März: Carl Wollert, schwedischer Sportschütze († 1953)
- 15. März: Malcolm Whitman, US-amerikanischer Tennisspieler († 1932)
- 17. März: Frank Castleman, US-amerikanischer Leichtathlet († 1946)
- 18. März: Ivo Schricker, deutscher Fußballspieler und Fußballfunktionär († 1962)
- 20. März: Edward Amoore, britischer Sportschütze († 1955)
- 21. März: Maurice Farman, französischer Bahnradsportler, Automobilrennfahrer, Luftfahrtpionier und Unternehmer († 1964)
- 24. März: Jules Rolland, französischer Turner († 1929)
- 26. März: Oscar Grégoire, belgischer Wasserballspieler und Schwimmer († 1947)
- 27. März: Konstantinos Skarlatos, griechischer Sportschütze († 1969)
- 28. März: Ted Ray, britischer Golfspieler und zweifacher Major-Sieger († 1943)

### April
- 02. April: Ervin Mészáros, ungarischer Fechter († 1940)
- 08. April: Peter Kemp, britischer Schwimmer und Wasserballspieler († 1965)
- 11. April: Raymond Etherington-Smith, britischer Ruderer († 1913)
- 11. April: Janne Lundblad, schwedischer Dressurreiter († 1940)
- 13. April: Christian Friedrich Lautenschlager, deutscher Mechaniker und Automobilrennfahrer († 1954)
- 16. April: Hermann Martens, deutscher Radrennfahrer († 1916)
- 16. April: Gardner Williams, US-amerikanischer Schwimmer († 1933)
- 19. April: Guillaume Séron, belgischer Wasserballspieler († unbekannt)
- 29. April: Paul Beulque, französischer Wasserballspieler († 1943)
- 30. April: Léon Flameng, französischer Radrennfahrer († 1917)

### Mai
- 03. Mai: John Freitag, US-amerikanischer Ruderer († 1932)
- 11. Mai: William Smith, kanadischer Sportschütze († 1953)
- 14. Mai: Clyde Purnell, englischer Fußballspieler († 1934)
- 16. Mai: Pierre Verdé-Delisle, französischer Tennisspieler († 1960)
- 20. Mai: Patrick Leahy, irischer Leichtathlet († 1926)
- 21. Mai: Fernand Desmedt, belgischer Fechter († 1954)
- 22. Mai: Richard Ludwig, deutscher Rugbyspieler und Leichtathlet († 1946)
- 23. Mai: Black Hawk, kanadischer Lacrossespieler († unbekannt)
- 28. Mai: George Beattie, kanadischer Sportschütze († 1953)
- 28. Mai: Hendrik van Blijenburgh, niederländischer Fechter († 1960)
- 29. Mai: Jens Hajslund, dänischer Sportschütze († 1964)

### Juni
- 02. Juni: Dugald McInnes, schottisch-kanadischer Sportschütze († 1929)
- 07. Juni: Roelof Klein, niederländischer Ruderer († 1960)
- 11. Juni: Robert Farnan, US-amerikanischer Ruderer († 1939)
- 13. Juni: Antonio Restelli, italienischer Bahnradsportler († 1945)
- 16. Juni: Enrico Canfari, italienischer Fußballspieler und -funktionär († 1915)
- 19. Juni: Heinrich Rondi, deutscher Gewichtheber, Tauzieher und Ringer († 1948)

### Juli
- 13. Juli: Frans-Albert Schartau, schwedischer Sportschütze († 1943)
- 15. Juli: George Cornet, britischer Wasserballspieler († 1952)
- 18. Juli: Arne Sejersted, norwegischer Segler († 1960)
- 21. Juli: Henri Hazebrouck, französischer Ruderer († 1948)
- 22. Juli: Gian Giorgio Trissino, italienischer Reiter († 1963)
- 23. Juli: Alessandro Pirzio Biroli, italienischer Fechter († 1962)
- 26. Juli: Reinhold Trampler, österreichischer Fechter († 1964)
- 28. Juli: Virgile Gaillard, französischer Fußballspieler († 1943)
- 29. Juli: Patrick Brennan, kanadischer Lacrossespieler († 1961)
- 31. Juli: Auguste Daumain, französischer Radsportler († 1938)
- 31. Juli: Georges Johin, französischer Krocketspieler († 1955)

### August

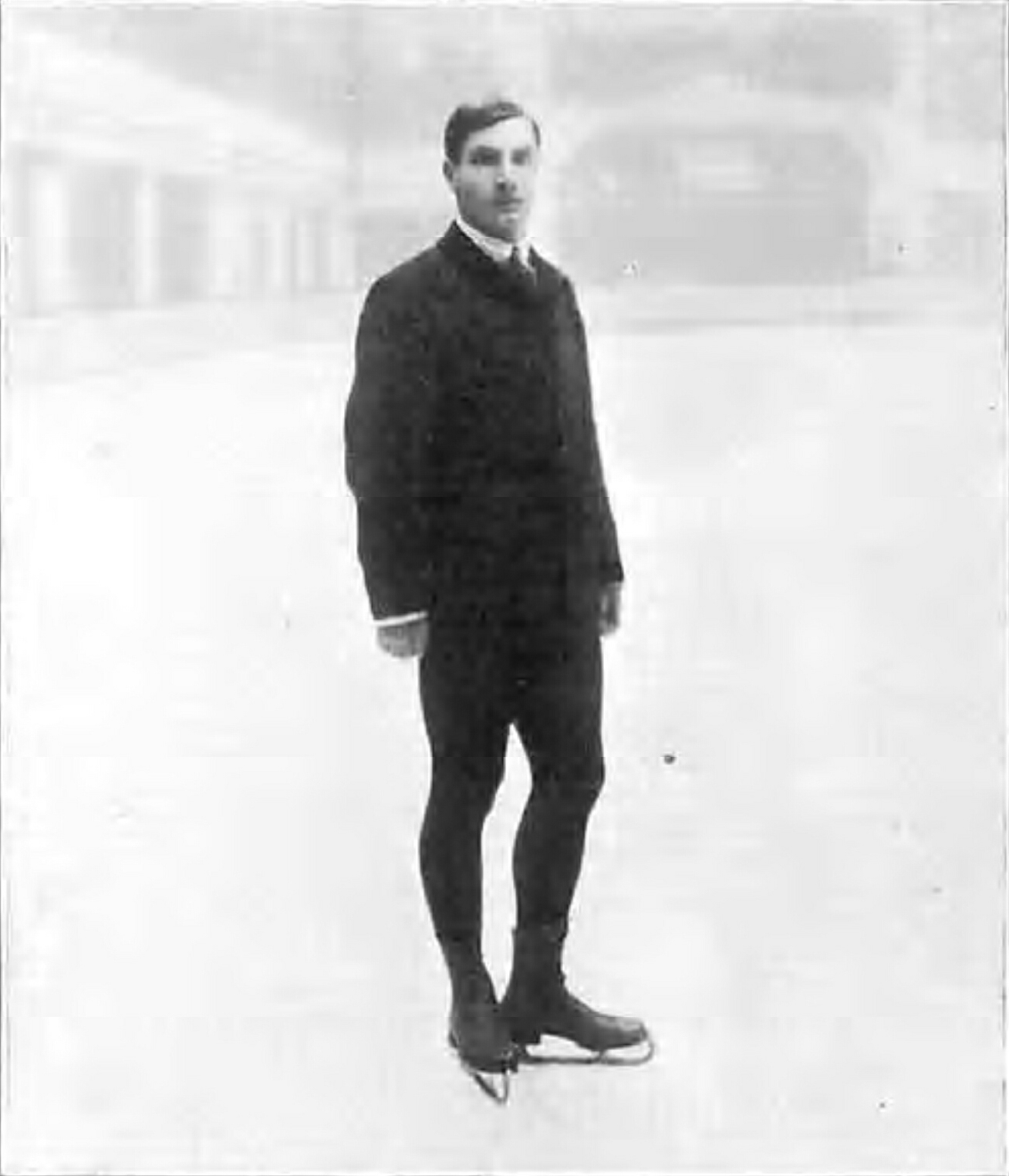
Ulrich Salchow 1908

- 01. August: Carl Wiegand, deutscher Kunstturner († 1917)
- 04. August: Hendrik de Iongh, niederländischer Fechter († 1962)
- 07. August: Ulrich Salchow, schwedischer Eiskunstläufer und Olympiasieger († 1949)
- 09. August: Winifred McNair, britische Tennisspielerin († 1954)
- 11. August: Hugo Hardy, deutscher Tennisspieler († 1936)
- 12. August: Gerald Mason, britischer Lacrossespieler († 1951)
- 13. August: William Brennaugh, kanadischer Lacrossespieler († 1934)
- 17. August: Bernhoff Hansen, norwegisch-US-amerikanischer Ringer († 1950)
- 17. August: Ralph McKittrick, US-amerikanischer Golfspieler († 1923)
- 18. August: Jimmy Michael, walisischer Radrennfahrer († 1904)

### September
- 01. September: Percival Davson, britischer Tennisspieler und Fechter († 1959)
- 01. September: Rex Beach, US-amerikanischer Wasserballspieler († 1949)
- 07. September: Charles Collignon, französischer Degenfechter († unbekannt)
- 10. September: Fritz Kuchen, Schweizer Sportschütze († 1973)
- 17. September: Kellogg Casey, US-amerikanischer Sportschütze († 1938)
- 21. September: Gustav-Adolf Moths, deutscher Ruderer († unbekannt)
- 22. September: Georg Warsow, deutscher Radrennfahrer († 1965)
- 23. September: Léon Sée, französischer Fechter († 1960)
- 28. September: Albert Young, US-amerikanischer Boxer († 1940)
- 30. September: Kaarlo Lappalainen, finnischer Sportschütze († 1965)
- 30. September: Ernst Mohr, deutscher Kunstturner († 1916)

### Oktober
- 03. Oktober: Thomas Blackwood Murray, britischer Curlingspieler († 1944)
- 05. Oktober: Oscar Taelman, belgischer Ruderer († 1945)
- 12. Oktober: Donald Linden, kanadischer Geher († 1964)
- 14. Oktober: William Ward, britischer Segler († 1946)
- 19. Oktober: Joanni Perronet, französischer Fechter († 1950)
- 22. Oktober: Thaddäus Robl, deutscher Radrennfahrer († 1910)
- 25. Oktober: Adolf Möller, deutscher Ruderer († 1968)
- 26. Oktober: Fritz Danner, deutscher Kunstturner († unbekannt)
- 26. Oktober: Arnfinn Heje, norwegischer Segler († 1958)
- 28. Oktober: Samuel Hodgetts, britischer Turner († 1944)
- 29. Oktober: Horatio Poulter, britischer Sportschütze († 1963)

### November
- 04. November: Walther Meienreis, deutscher Fechter († 1943)
- 06. November: Kaspar Hassel, norwegischer Segler († 1962)
- 09. November: Abelardo Olivier, italienischer Fechter († 1951)
- 13. November: Émile Gontier, französischer Leichtathlet († 1947)
- 13. November: Paul Saladin Leonhardt, deutscher Schachspieler († 1934)
- 14. November: John Biller, US-amerikanischer Leichtathlet († 1960)
- 14. November: Norman Brookes, australischer Tennisspieler († 1968)
- 14. November: Otto Hultberg, schwedischer Sportschütze († 1954)
- 15. November: Dimitrios Golemis, griechischer Leichtathlet († 1941)
- 16. November: Felix Kwieton, österreichischer Mittel-, Langstrecken- und Crossläufer († 1958)
- 17. November: George Gyles, kanadischer Segler († 1959)
- 19. November: André Corvington, haitianischer Fechter († 1918)
- 22. November: Joan Gamper, Schweizer Fußballspieler, Fußballfunktionär und Gründer des FC Barcelona († 1930)
- 22. November: Gabriel Hatton, französischer Autorennfahrer († 1949)
- 22. November: Herbert Smith, englischer Fußballspieler und -funktionär († 1951)

### Dezember
- 01. Dezember: George Ross, britischer Turner († 1945)
- 05. Dezember: Alessandro Anzani, italienischer Radrennfahrer und Schrittmacher († 1956)
- 07. Dezember: Walter Abbott, englischer Fußballspieler († 1941)
- 08. Dezember: Julius Keyl, deutscher Leichtathlet und Olympiateilnehmer († 1959)
- 09. Dezember: Mart Kuusik, estnischer Ruderer († 1965)
- 19. Dezember: Richard Sanford, US-amerikanischer Hindernisläufer († 1966)
- 25. Dezember: Noël Bas, französischer Kunstturner († 1960)

### Genaues Geburtsdatum unbekannt
- Anastasios Andreou, griechischer Leichtathlet († 1947)
- Alfred Bloch, französischer Fußballspieler († unbekannt)
- John Chapman, US-amerikanischer Radrennfahrer und Radsportfunktionär († 1947)
- Leaf Daniell, britischer Degenfechter († 1913)
- Alphonse Decuyper, französischer Wasserballspieler († unbekannt)
- Miltiadis Gouskos, griechischer Leichtathlet († 1903)
- Konstantinos Karakatsanis, griechischer Leichtathlet und Ruderer († unbekannt)
- Pantelis Karasevdas, griechischer Schießsportler († 1946)
- Filippos Karvelas, griechischer Turner († 1952)
- Konstantinos Lazaros, griechischer Tauzieher († unbekannt)
- Ioannis Persakis, griechischer Leichtathlet († 1943)
- Vasilios Psachos, griechischer Tauzieher († unbekannt)
- Bernhard Siegenthaler, Schweizer Sportschütze († 1949)
- Alexandros Theofilakis, griechischer Sportschütze († unbekannt)
- Vasilios Xydas, griechischer Leichtathlet († unbekannt)

### Geboren um 1877

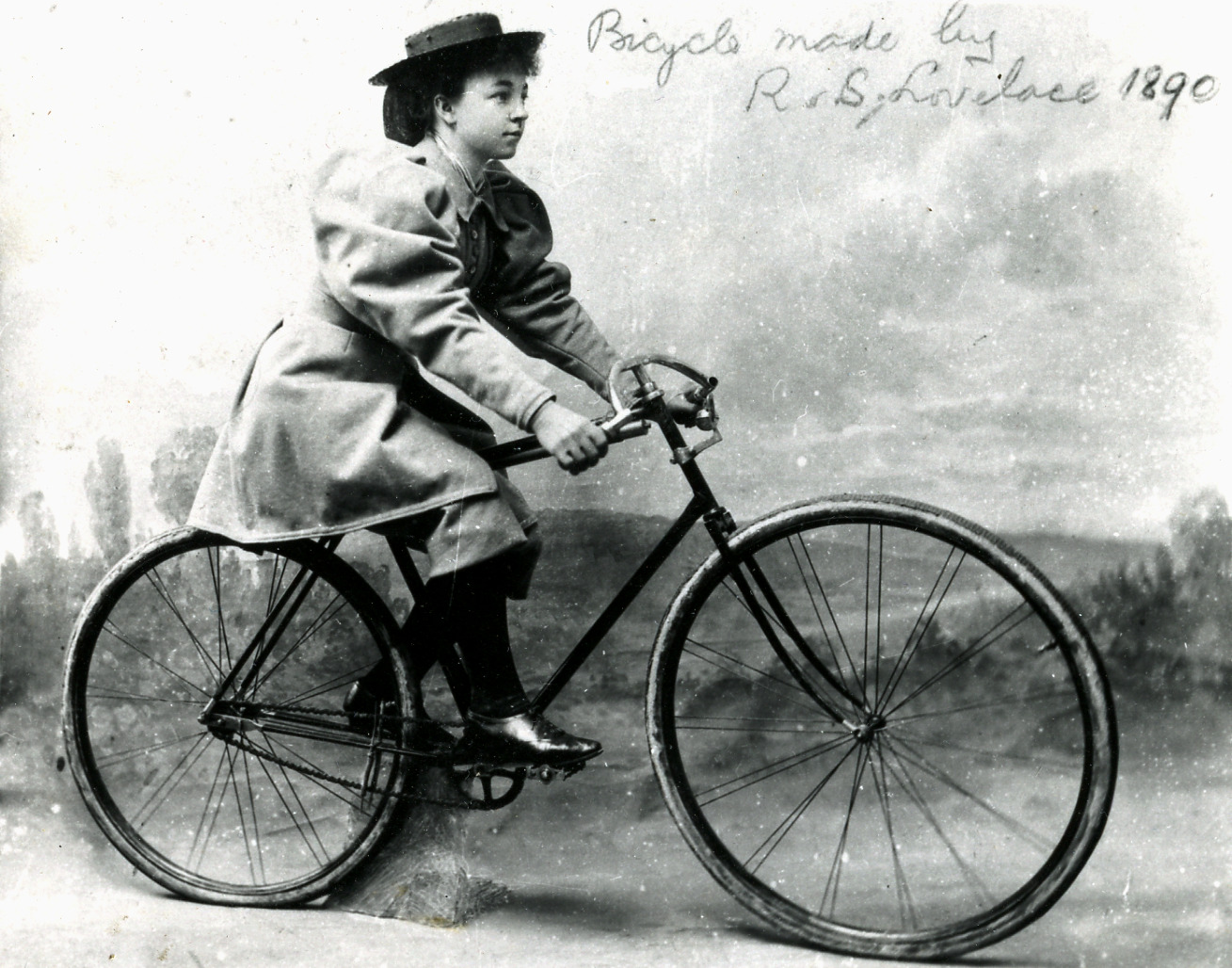
Tessie Reynolds (1893) in ihrem „rational dress“

- Tessie Reynolds, englische Radsportlerin († 1955)